# Fenope (figlio di Asio)
Fenope è un personaggio della mitologia greca, figlio di Asio e fratello di Adamante.

## Mitologia
Fenope era un guerriero troiano posizionato vicino ad Ettore nel corso di una battaglia; Apollo prese le sue sembianze per dare i giusti suggerimenti tattici al figlio di Priamo.
Nell’Iliade si legge più volte che Apollo prende le sembianze di persone accanto ad Ettore e si pensa che Omero volesse evitare la realtà in cui un qualsiasi mortale possa offrire spontaneamente un consiglio utile, privilegiando invece che ciò avvenga solo grazie alla presenza di divinità.